# Russeignies
Russeignies [ʀysɲi(ː)] (en néerlandais Rozenaken) est une section de la commune belge du Mont-de-l'Enclus, située en Région wallonne dans la province de Hainaut.
C'était une commune à part entière avant la fusion des communes de 1977 qui fut détachée en 1963 de la Flandre-orientale pour être intégrée au Hainaut. Il est limitrophe de la ville de Renaix et à son hameau du Clipet.

## Géographie
L'altitude moyenne est de 28,7 m : le village culmine à 121 m et le point le plus bas est de 18 m.

## Évolution démographique
- Sources : INS, Rem. : 1831 jusqu'en 1970 = recensements, 1976 = nombre d'habitants au 31 décembre.

## Patrimoine et culture

### Patrimoine architectural
- Église Saint-Amand de Russeignies.

## Activités, loisirs et sport
- Le village est traversé par le sentier de grande randonnée 122.
- La course cycliste E3 Saxo Bank Classic emprunte régulièrement la côte de la rue du Lait Battu (Karnemelkbeekstraat), limitrophe avec la région flamande.
- La côte de Trieu.